# Masters de Macao de 2023
El Masters de Macao de 2023 (conocido en inglés y por motivos de patrocinio como 2023 Wynn presents Macau Masters) fue un torneo de snooker, profesional y de invitación, que se celebró en la región china de Macao entre el 26 y el 29 de diciembre. Fue la primera edición del Masters de Macao.